# イ・シヨン
イ・シヨン（이 시연、1980年7月24日 - ）は、韓国の女優、モデル。

## 経歴
1999年に「アンチ・ミスコリア大会」参加。イ・デハク名義でモデルとして芸能界デビュー。モデル時代には女性用衣類を身につけてショーに出演したこともあった。その後、俳優に転身し、2001年に映画『マイ・ボス マイ・ヒーロー』、2002年に『セックス・イズ・ゼロ』に出演。女々しい男性の役をコメディ調で演じた。2007年に性別適合手術を受けた。戸籍上の性別も女性に変え、名前をイ・シヨンとした。

## 出演作品

### 映画
- マイ・ボス マイ・ヒーロー（2001年）
- セックス・イズ・ゼロ（2002年）
- セックス・イズ・ゼロ シーズン2（2007年）